# NEWS LIVE TOUR 2017 NEVERLAND
『NEWS LIVE TOUR 2017 NEVERLAND』（ニュース ライブ ツアー 2017 ネバーランド）は、NEWSの10枚目のライブビデオ。2018年1月24日にジャニーズ・エンタテイメントから発売。

## 概要
2017年に行われた全国ツアーの内、ツアーファイナルとなった6月11日の東京ドーム公演を収録。さらに、初回盤には大阪城ホール公演の模様も収録されている。

## 封入特典

### 初回盤
- 4枚組(約327分収録)
- プレミアムパッケージ仕様
- 28枚ブックレット
- 初回盤のみ特典映像:大阪城ホール公演
- NEWS3作品連動キャンペーンID(2)封入

### 通常盤
- 3枚組(264分収録)
- ポストカード4枚封入
- 通常盤のみ収録:〜全公演MCダイジェスト〜
- NEWS３作品連動キャンペーンID(2)封入※初回プレスのみ

## 収録内容

### 本編映像

#### Disc 1
1. “The Entrance”
2. NEVERLAND EPISODE.0
3. Overture
4. NEVERLAND
5. アン・ドゥ・トロワ
6. 2nd Overture
7. EMMA
8. KAGUYA
9. 恋祭り
10. D.T.F.
11. 4+FAN
12. NORTH GATE
13. あやめ - 加藤シゲアキ
14. Brightest Inter
15. Brightest
16. シリウス
17. Snow Dance
18. スノードロップ
19. Touch
20. EAST GATE
21. ニャン太 - 小山慶一郎
22. 恋を知らない君へ
23. フルスイング
24. ABO Inter
25. 恋のABO
26. サマラバ
27. NYARO
28. ORIHIME
29. MC

#### Disc 2
1. MC
2. WEST GATE
3. FOREVER MINE - 増田貴久
4. Silent Love
5. ミステリア
6. BYAKUYA
7. さくらガール
8. SOUTH GATE
9. I’m coming - 手越祐也
10. BLACK FIRE
11. バンビーナ
12. ANTHEM
13. チャンカパーナ
14. チュムチュム
15. 渚のお姉サマー
16. weeeek
17. ポコポンペコーリャ
18. 流れ星 Inter
19. 流れ星
20. “The Grand Finale”
21. U R not alone
22. “To Be Continued....”

### 特典映像

#### 初回盤

##### Disc 3
1. NEVERLAND EPISODE.0
2. Overture
3. NEVERLAND
4. アン･ドゥ･トロワ
5. 2nd Overture
6. EMMA
7. KAGUYA
8. 恋祭り
9. D.T.F
10. 4+FAN
11. NORTH GATE
12. あやめ - 加藤シゲアキ
13. Brightest Inter
14. Brightest
15. シリウス
16. Snow Dance
17. Touch
18. EAST GATE
19. ニャン太 - 小山慶一郎
20. 恋を知らない君へ
21. フルスイング
22. 恋のABO
23. NYARO
24. ORIHIME

##### Disc 4
1. MC
2. WEST GATE
3. FOREVER MINE - 増田貴久
4. Silent Love
5. ミステリア
6. さくらガール
7. SOUTH GATE
8. I'm coming - 手越祐也
9. BLACK FIRE
10. バンビーナ
11. チャンカパーナ
12. チュムチュム
13. weeeek
14. ポコポンペコーリャ
15. 流れ星 Inter
16. 流れ星
17. “The Grand Finale”
18. U R not alone
19. “To Be Continued･･･.”

#### 通常盤
Disc 3
1. 言葉の魔術 〜全公演MCダイジェスト〜